# GP La Marseillaise 2025
De 46e editie van de wielerwedstrijd GP La Marseillaise werd verreden op 2 februari 2025. Titelverdediger was Kevin Geniets. De start van deze editie vond plaats in Marseille. Zo'n 164 kilometer verderop lag de finish, dat was in opnieuw in Marseille. Valentin Ferron won in de sprint voor Vincent Van Hemelen en Francisco Galván.
De wedstrijd was onderdeel van de UCI Europe Tour en de Coupe de France.

## Verloop
De eerste aanval van de dag kwam er van het Franse duo Valentin Retailleau en Baptiste Veistroffer. Zij kregen al snel gezelschap van Victor Vercouillie. Drie renners probeerden hierna naar dit drietal toe te rijden dit waren Michiel Lambrecht, Ronan Augé en Andrea Mifsud. Zij geraakten er echter niet bij en Valentin Retailleau loste uit de kopgroep. Hierna volgde nog een aanval van Rémi Cavagna en Thomas Bonnet maar deze werd alweer snel gegrepen. Op 147 kilometer van de streep zat alles weer samen.
Op 139 kilometer van de streep reed er een groepje van vijf renners weg: Rayan Boulahoite, Baptiste Veistroffer, Michiel Lambrecht, Morné Van Niekerk en Kenny Molly. Op 70 kilometer van de aankomst gingen Rémi Cavagna en Oscar Chamberlain in de tegenaanval op de kopgroep. Enkele kilometers later lost Morné Van Niekerk uit de kopgroep. Hierna volgden er aanvallen in beide kopgroepen maar werd groep twee opgeslokt door het peloton. Op 30 kilometer van de streep werd Michiel Lambrecht gelost uit de kopgroep.
Op 25 kilometer van de streep worden alle vluchters van de dag gegrepen. Hierna volgde een aanval met Axel Laurance, Kévin Vauquelin, Paul Seixas, Timo Kielich en Joshua Tarling. Op 13 kilometer van de streep is de kopgroep versplinterd met Laurance en Vauquelin aan de leiding. Seixas en Kielich kunnen later wel weer aansluiten. Op 5 kilometer van de aankomst viel Vauquelin alleen aan maar Laurance reed er alleen weer naar toe en alles komt daarna met vier weer samen op 2,5 kilometer van de streep. 
Het peloton valt op de streep nog over de kopgroep en Valentin Ferron wint voor Vincent Van Hemelen en Francisco Galván. Seixas en Laurance eindigde nog beiden in de top tien.

## Uitslag
| Plaats  | Naam                | Ploeg                      | tijd     |
| ------- | ------------------- | -------------------------- | -------- |
| Winnaar | Valentin Ferron     | Cofidis                    | 3u57'53" |
| 2       | Vincent Van Hemelen | Team Flanders-Baloise      | z.t.     |
| 3       | Francisco Galván    | Equipo Kern Pharma         | z.t.     |
| 4       | Eduard Prades       | Caja Rural-Seguros RGA     | z.t.     |
| 5       | Paul Seixas         | Decathlon AG2R La Mondiale | z.t.     |
| 6       | Gotzon Martín       | Euskaltel-Euskadi          | z.t.     |
| 7       | Nicolas Prodhomme   | Decathlon AG2R La Mondiale | z.t.     |
| 8       | Axel Laurance       | INEOS Grenadiers           | z.t.     |
| 9       | Pau Miquel          | Equipo Kern Pharma         | z.t.     |
| 10      | Alex Molenaar       | Caja Rural-Seguros RGA     | z.t.     |

1980 · 1981 · 1982 · 1983 · 1984 · 1985 · 1986 · 1987 · 1988 · 1989 · 1990 · 1991 · 1992 · 1993 · 1994 · 1995 · 1996 · 1997 · 1998 · 1999 · 2000 · 2001 · 2002 · 2003 · 2004 · 2005 · 2006 · 2007 · 2008 · 2009 · 2010 · 2011 · 2012 · 2013 · 2014 · 2015 · 2016 · 2017 · 2018 · 2019 · 2020 · 2021 · 2022 · 2023 · 2024 · 2025